# فهد الزهراني
فهد الزهراني، لاعب نادي الأهلي سابقا أعير إلى النصر موسم 2007-2008 ثم انتقل إلى نادي النصر في موسم 2008-2009. ثم انتقل لنادي الفتح بعقد يمتد لصيف 2010 و بعدها انتقل إلى نادي الأنصار بعد ذلك انضم لنادي العميد ليصبح كابتنا للفريق (العين حالياً) .

## روابط خارجية
- فهد الزهراني على موقع الاتحاد الدولي (مؤرشف)  (الإنجليزية)
- فهد الزهراني على موقع قاعدة بيانات كرة القدم.إي يو (الإنجليزية)
- فهد الزهراني على موقع كووورة